# James Milton Carroll
James Milton Carroll (8 de enero de 1852 - 10 de enero de 1931) fue un pastor, líder, historiador, escritor y educador bautista estadounidense. 

## Juventud y educación
Fue uno de los 12 hijos de Benajah Carroll y Mary Eliza Mallard. Su padre fue un pastor bautista. Nació cerca de Monticello, Arkansas. A la edad de 6 años se mudó con su familia a Burleson County, Texas, en 1858. Tuvo que dejar la escuela tempranamente para ayudar a su familia.

## Matrimonio y familia
El 22 de diciembre de 1870 a los 18 años, Carroll contrajo matrimonio con Sudie Eliza Womble. A pesar de haber tenido que abandonar la escuela, se graduó más tarde en la Universidad de Baylor después de cinco años de estudio intensivo. Ganó todos los premios ofrecidos a los estudiantes.

## Carrera
Carroll fue un líder denominacional tanto en el estado (Convención General Bautista de Texas) como en la región Convención Bautista del Sur (que se convirtió en una organización nacional)
Activo como educador dirigió la fundación y fue el primer presidente de la "San Marcos Baptist Academy" (Academia Bautista San Marcos). Luego se desempeñó como presidente fundador de la "Universidad Bautista de Oklahoma" en Shawnee, Oklahoma, seguido por el servicio como presidente de la Universidad Howard Payne de Brownwood, Texas.
Un aficionado ornitólogo, Carroll tenía una gran colección de huevos y especímenes de aves. Cuando la Universidad Bautista de Oklahoma enfrentó dificultades financieras, vendió toda su colección a la Universidad de Oklahoma y con los fondos obtenidos pagó las deudas de la universidad.
Su legado perdurable entre los bautistas es su libro titulado The Trail of Blood (El rastro de Sangre) (1931). Esta colección de cinco conferencias describe la historia Bautista como consecuencia directa de "la sucesión" desde los tiempos apostólicos del cristianismo primitivo. Promovió el punto de vista Landmarkista sobre los orígenes bautistas, un movimiento que se desarrolló a mediados del siglo XIX entre los bautistas de Tennessee y congregaciones occidentales, y dejó influencias perdurables.
James Milton Carroll murió en Fort Worth. Fue sepultado en San Antonio.

## Legado y honores
- 1884, Carroll fue galardonado con un Master honorario en Artes por la Universidad de Baylor, después de predicar el sermón de inicio.[1][4][2]